# Draft de l'NBA del 1977
El Draft de l'NBA de 1977 va ser el primer a incloure als quatre equips provinents de l'ABA (Denver Nuggets, Indiana Pacers, New York Nets i San Antonio Spurs). Uns mesos després els New York Nets passarien a anomenar-se New Jersey Nets.

## Primera ronda
|  | = All-Star     |
|  | = Hall of Fame |

| Posició | Jugador              | Nacionalitat | Equip de l'NBA         | Origen (Universitat/club) |
| ------- | -------------------- | ------------ | ---------------------- | ------------------------- |
| 1       | Kent Benson (C)      | Estats Units | Milwaukee Bucks        | Indiana                   |
| 2       | Otis Birdsong (SG)   | Estats Units | Kansas City Kings      | Houston                   |
| 3       | Marques Johnson (SF) | Estats Units | Milwaukee Bucks        | UCLA                      |
| 4       | Greg Ballard (SF)    | Estats Units | Washington Bullets     | Oregon                    |
| 5       | Walter Davis (SG)    | Estats Units | Phoenix Suns           | North Carolina            |
| 6       | Kenny Carr (SF/PF)   | Estats Units | Los Angeles Lakers     | North Carolina State      |
| 7       | Bernard King (SF)    | Estats Units | New York Nets          | Tennessee                 |
| 8       | Jack Sikma (C)       | Estats Units | Seattle Supersonics    | Illinois Wesleyan         |
| 9       | Tom LaGarde (C)      | Estats Units | Denver Nuggets         | North Carolina            |
| 10      | Ray Williams (PG)    | Estats Units | New York Knicks        | Minnesota                 |
| 11      | Ernie Grunfeld (PG)  | Estats Units | Milwaukee Bucks        | Tennessee                 |
| 12      | Cedric Maxwell (PF)  | Estats Units | Boston Celtics         | UNC-Charlotte             |
| 13      | Tate Armstrong (SG)  | Estats Units | Chicago Bulls          | Duke                      |
| 14      | Wayne Rollins (C)    | Estats Units | Atlanta Hawks          | Clemson                   |
| 15      | Brad Davis (PG)      | Estats Units | Los Angeles Lakers     | Maryland                  |
| 16      | Rickey Green (PG)    | Estats Units | Golden State Warriors  | Michigan                  |
| 17      | Bo Ellis (PF)        | Estats Units | Washington Bullets     | Marquette                 |
| 18      | Wesley Cox (SF/PF)   | Estats Units | Golden State Warriors  | Louisville                |
| 19      | Rich Laurel (SG)     | Estats Units | Portland Trail Blazers | Hofstra                   |
| 20      | Glenn Mosley (PF)    | Estats Units | Philadelphia 76ers     | Seton Hall                |
| 21      | Anthony Roberts (SF) | Estats Units | Denver Nuggets         | Oral Roberts              |
| 22      | Norm Nixon (PG)      | Estats Units | Los Angeles Lakers     | Duquesne                  |

## Jugadors destacats no escollits en 1a ronda
| Posició | Jugador            | Nacionalitat | Equip de l'NBA         | Origen (Universitat/club) |
| ------- | ------------------ | ------------ | ---------------------- | ------------------------- |
| 33      | Ed Jordan (PG)     | Estats Units | Cleveland Cavaliers    | Rutgers                   |
| 36      | Ben Poquette (C)   | Estats Units | Detroit Pistons        | Central Michigan          |
| 40      | Robert Reid (SF)   | Estats Units | Houston Rockets        | St. Mary (Texas)          |
| 41      | T.R. Dunn (SG)     | Estats Units | Portland Trail Blazers | Alabama                   |
| 46      | James Edwards (C)  | Estats Units | Los Angeles Lakers     | Washington                |
| 49      | Eddie Johnson (SG) | Estats Units | Atlanta Hawks          | Auburn                    |
| 138     | Bruce Jenner (SG)  | Estats Units | Kansas City Kings      | Graceland College         |